# Fældningsreaktion
 "Bundfald" omdirigeres hertil. For andre betydninger af Bundfald, se Bundfald (flertydig).
En fældningsreaktion er inden for kemien en blanding af to forskellige opløsninger, hvori de oprindelige ionforbindelser blandes til nye ionforbindelser som giver anledning til bundfald. Grænsen for tungt- og letopløselige stoffer går ved 2 gram pr. 100 ml vand ved 20 °C. Hvis der kan opløses mere end 2 gram er det letopløseligt.
I praksis går ionerne sammen i et iongitter, så snart produkterne er af såkaldt tungtopløselig karakter. Det vil kort sagt sige at stoffet har en lav opløselighed.

## Eksempel
Ag+(aq) + Cl-(aq) → AgCl (s)
I praksis vil dette kunne ses ved at to opløsninger (AgNO3 og NaCl) hældes sammen og ved at kigge på hvilke to stoffer der enten er letopløselige eller tungtopløselige, ud fra en tabel, ser man at:
Ag+(aq) + Cl- (aq) →  AgCl (s)
Na+(aq) + NO3-(aq) →  NaNO3(aq)